# نیکوسیا (سیسیل)
نیکوسیا (به ایتالیایی: Nicosia) یک کومونه در ایتالیا است که در استان انا واقع شده‌است.

## خصوصیات
نیکوسیا ۲۱۷ کیلومترمربع مساحت و ۱۴٬۸۲۴ نفر جمعیت دارد و ۷۲۴ متر بالاتر از سطح دریا واقع شده‌است.